# Карадагское ханство
Карада́гское ха́нство (азерб. Qaradağ xanlığı, перс. خانات قره داغ‎) — феодальное государство на территории современного Иранского Азербайджана, существовавшее в 1747—1808 годах. 
Центром ханства был город Ахар.

## Краткая информация
- Территория — ?
- Население — тюрки, армяне
- Год создания — 1747 год
- Столица — город Ахар
- Соседние государства — на западе Хойское и Нахчиванское ханства, на севере — Карабахское, на востоке Талышское, на юге Тебризское и Ардебильское ханства.

## История

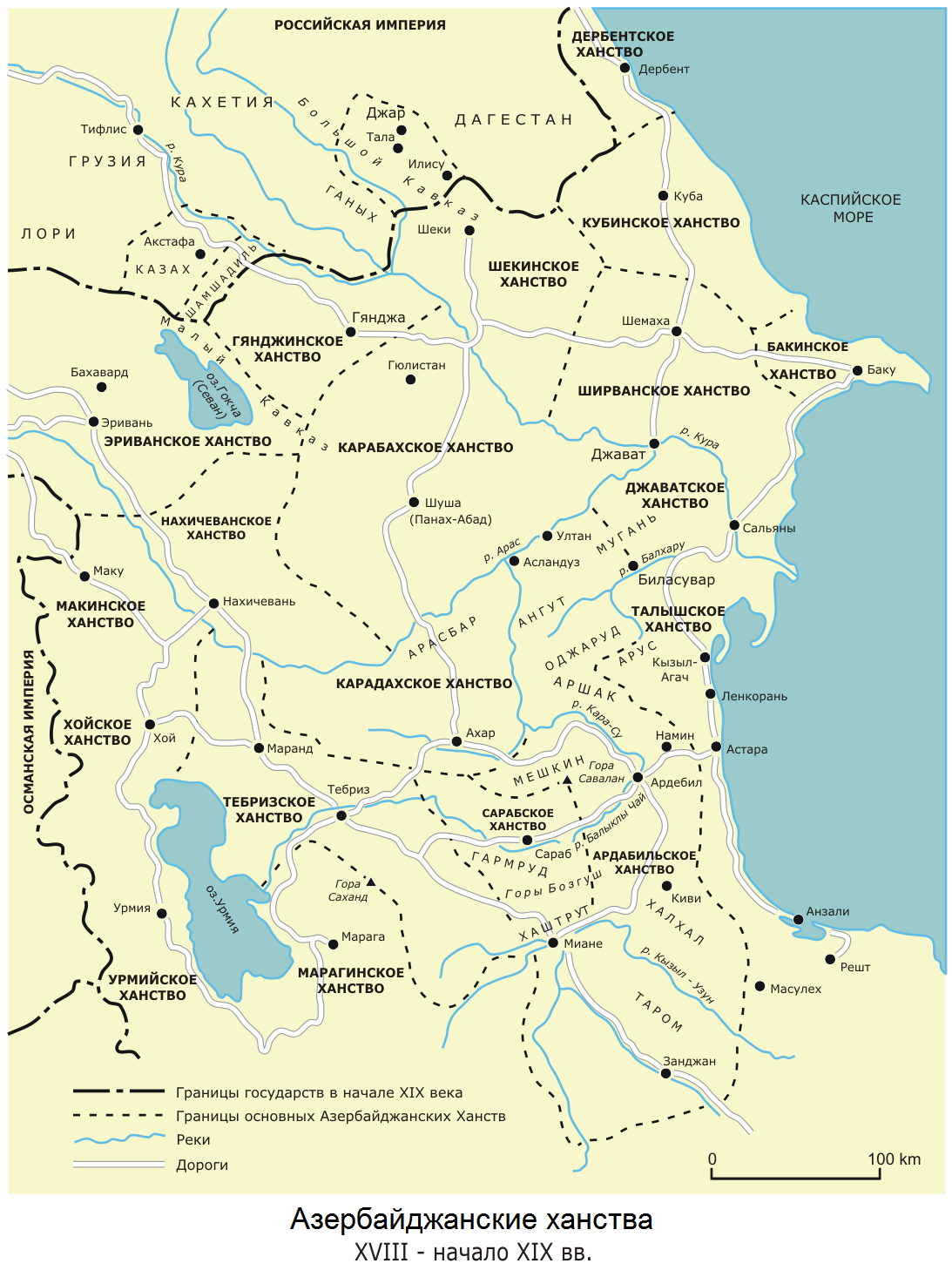
Азербайджанские ханства, XVIII — начало XIX вв.

Как и другие азербайджанские ханства, Карадагское ханство образовалось на территории Иранского Азербайджана после смерти Надир Шаха и распада его державы в 1747 году. Основой нового государства стало наследственное владение рода Карадаглы.
В первой половине XVIII века карадагский правитель Казым хан, пользуясь ослаблением центральной власти, добился самостоятельности. Но он был жестоко наказан Надир шахом. После смерти Надир шаха Карадагское ханство вновь добилось независимости, и власть Казым хана в Карадаге (1747-1763) была восстановлена.
В ханстве имелось 2-тысячное войско. В середине XVIII века Казым хан присоединился к союзу Карабахского, Гянджинского и Хойского ханств против Шекинского хана Гаджи Челеби.
Хакимы Карадага или Караджа-дага, происходившие из старинных суфиев этой провинции и считавшиеся наследными халифе местных дервишей и наследственными главами племенного образования Карадаглы, сохраняли власть в Карадагской улька в XVI—XVIII вв.

Во второй половине XVI в. представитель этой семьи Халифэй-и Ансар, хаким Караджадага и одно время беглербег Ширвана, играл видную роль при дворе шаха Тахмаспа I. Один из сыновей Халифэй-и Ансара, Сохраб-бек, был жестоким усмирителем восстания ремесленников и городской бедноты в Тебризе в 1573 г. Другой сын Халифэй-и Ансара Шах-верди-хан, хаким Караджадага, при завоевании Азербайджана турками (1588), перешел на их сторону, изменив шаху. За это он и ряд членов его семьи, после нового завоевания Азербайджана кызылбашами в 1603 г., были казнены. Но все же новым хакимом Караджадага был назначен один из [168 — 169] представителей — верных шаху — той же семьи, Максуд-султан. Семья эта, таким образом, не утратила своих наследственных прав на Карадаг, не потеряла и своих сойюргальных имений. Кочевые традиции в Кызылбашском государстве были настолько сильны, что семья карадагских халифэ вместе со своими вассалами и своим феодальным ополчением (кошун) официально считалась особым «племенем». В ряду кызылбашских племен, судя по приведенным Искендером Мунши данным писцовых книг (дафтаров) военного ведомства шахского правительства, «племя карадаглу» занимало восьмое место, непосредственно после семи главных кызылбашских племен.
Вплоть до 1808 года ханство было полунезависимым, постоянно попадая под влияние могущественных соседей. В 1808 году было аннексировано Персией и окончательно потеряло свою независимость.
Карадагское ханство упоминает в своих записках генерал Ермолов в 1827 году во время русско-персидской войны (1826—1828):
Ханство Карадагское, снискавшее пощаду покорностью, где сохранён город Агаръ и жителям вообще не сделано ни малейшего угнетения, будем служить сильным ручательством для других, которых вознамерятся отклонится от Персиян впоследствии и каковых, конечно, найдётся не мало.

## Карадагские ханы
- Казим хан — (1748-1763)
- Мустафакули хан - (1763-1782, 1786-1791)
- Исмаил хан - (1782-1783, 1791-1797)
- Неджефкули хан - (1783-1786)
- Аббаскули хан - (1797-1813)
- Мухаммедкули хан Карадагский (1813—1828)

## Ссылка
- Анвар Чингизоглы. Гарадагские. Баку, изд-во «Шуша», 2008. 160 стр.